# レフ (ボヘミアの公)
レフ (チェコ語: Lech [lex]; 805年没)は、ボヘミア族の長。初期スラヴ人のボヘミア支配者としては最も初期に歴史に名前が登場する人物である。

## 文献への登場
初めてレフに言及した史料はフランク王国年代記で、805年の項においてカール大帝の息子小カールがボヘミアのスラヴ人平定に赴いたという記述がある。この年代記によれば、小カールは「この地を荒野と化し、彼らの長であるレホ(Lecho)という者を殺した」という。レホが現在ボヘミアと呼ばれている地域全域を支配していた可能性は低い。おそらくは彼の国は独立性の高い諸部族から構成された連合であり、ことによると当時勢いを増していたモラヴィア王国と何らかの従属関係を結んでいた可能性もある。中世前期のよく知られたボヘミア国家が成立するのは早くとも9世紀末、ボジヴォイ1世やスピチフニェフ1世、あるいはそれ以降のプシェミスル朝のボヘミア公が現れて以降のことである。
レフという名については、スラヴ人誕生伝説においてポーランドの建国者とされる人物も同名である。